# ميخائيل سميرنوف (لاعب كرة قدم)
ميخائيل سميرنوف (بالروسية: Михаил Анатольевич Смирнов)‏ (10 أغسطس 1967 بمينسك في روسيا البيضاء - ) هو لاعب كرة قدم بيلاروسي في مركز الوسط. لعب مع توربيدو موسكو ودينامو مينسك وشتوتغارت كيكرز ونادي فاساس ونافباخور نامانجان وZawisza Bydgoszcz ‏ و وSpVgg Ludwigsburg ‏ واينتراخت ترير 05 ‏ وSG Sonnenhof Großaspach ‏ ونادي بيرمازنز وFC Dnepr Mogilev ‏ وTSG Backnang 1919 ‏ وSGV Freiberg ‏ وFC SKVICh Minsk ‏.

## وصلات خارجية
- ميخائيل سميرنوف على موقع قاعدة بيانات كرة القدم.إي يو (الإنجليزية)
- ميخائيل سميرنوف على موقع عالم كرة القدم.نت (الإنجليزية)